# 伦巴第人

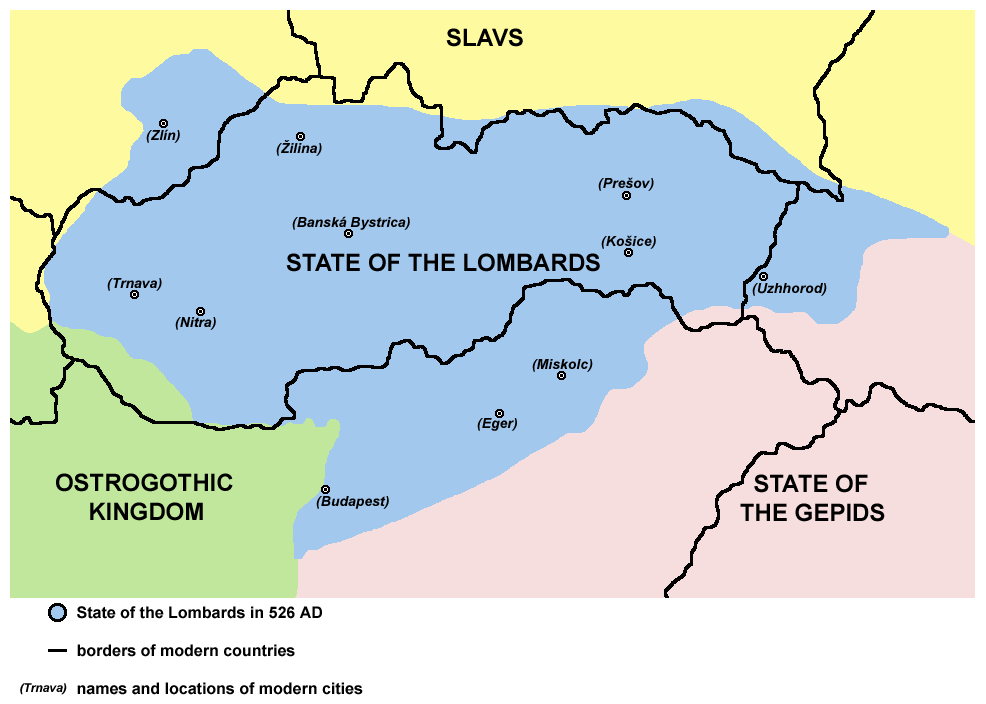

伦巴第人（拉丁語：/義大利語：）是日耳曼人的一支，起源于斯堪的纳维亚，今瑞典南部。经过约4个世纪的民族大迁徙，伦巴第人最后到达并占据了亚平宁半岛（今日意大利）的北部。
公元1世纪时，他们已从斯堪的纳维亚迁居日耳曼尼亚西北部的萨克森一带。当时在公元98年，古罗马历史学家塔西佗早已在其作《日耳曼尼亞志》中有了对那时居住在今日德国易北河下游伦巴第人的记载。5世纪末时，伦巴第人分布到今日所谓奥地利的地区。6世纪初，他们到达潘诺尼亚，今日的匈牙利西部和斯洛伐克。
568年春，在阿尔博因的领导下，伦巴第人联合其他日耳曼族群翻越阿尔卑斯山脉攻占意大利北部。
7世纪，洛塔列（636年－652年在位）主持编纂了倫巴底王國第一部成文法──《伦巴第法典》（又名《洛塔列法典》）。
8世紀時，利乌特普兰德逐漸征服仍處於东罗马帝國統治下的義大利地區。當倫巴底國王入侵罗马教宗的轄區時，教宗斯德望二世向法蘭克國王丕平三世求援，756年丕平出兵打败伦巴第人，相傳丕平把夺回的领土献给教宗，成立了教宗国，史称“丕平献土”。
773年丕平三世的儿子查理大帝（查理曼）包圍了倫巴底首都提契努姆（今帕维亚），並俘獲了倫巴底國王狄西德里乌斯（同时他也是查理大帝的岳父），結果查理大帝兼任法蘭克和倫巴底國王，倫巴底人對義大利的統治自此結束。